# Черемшанка (Иркутский район)
Черемшанка — посёлок в Иркутском районе Иркутской области России. Входит в состав Большереченского муниципального образования. Находится примерно в 48 км к юго-востоку от районного центра.

## Население
По данным Всероссийской переписи, в 2010 году в посёлке проживало 6 мужчин.
| 2002 | 2010 | 2011 | 2012 |
| ---- | ---- | ---- | ---- |
| 2    | ↗6   | →6   | →6   |